# 监狱剧院
是2023年上映的美国监狱劇情片，由格雷格·奎达尔执导，克林特·本特利与奎达尔编剧。电影以新新最高设防监狱的艺术助改造计划为蓝本，讲述一群在押囚犯通过该计划进行戏剧创作的故事。演出阵容包括专业演员柯爾曼·多明戈、肖恩·圣何塞、保罗·拉西，以及曾经在新新监狱参与该项目成员，包括克拉伦斯·麦克林和乔恩-阿德里安·维拉斯奎兹。
电影入选2023年多伦多国际电影节特别展映单元，2023年9月10日在影展上首映。其后于2024年7月12日在美国上映，由A24负责发行。电影在影评界收获诸多好评，入选2024年美国国家评论协会奖和2024年美国电影学会奖的年度十大电影。此外还获得第97屆奧斯卡金像獎三项提名（包括多明戈的最佳男主角奖）、第30届评论家选择奖五项提名（包括最佳电影奖）和第40屆獨立精神獎三项提名（包括最佳影片獎）。

## 剧情
新新惩教所在押囚犯天命G参加狱友组织的小型剧团，生活从此有了目标感。他们参加了监狱的艺术助改造计划，该计划以戏剧作为改造囚犯的手段。在戏剧导演布伦特·布尔的指导下，天命G成为明星剧作家兼表演者，凭借剧本的情感深度和表演天赋受到同行格外的尊敬。在追寻戏剧道路的同时，天命G也在不断证明自己的清白，希望有朝一日能重获自由。
就在剧团准备新剧目的时候，天命G负责招募新成员，其中包括脾气暴躁、难以跟别人相处的神眼。一开始，神眼对演出表演不屑一顾，觉得追求这些东西毫无意义、不够实在。相反，天命G认为戏剧是转变和治疗的过程，帮助大家找寻内心真实的自我。后来，两人就下一部剧作的类型提出意见，但彼此都不满意，双方的矛盾进一步加深：天命G提出继续写剧情类作品，以挑战自己的表演能力，而神眼想写轻松诙谐的喜剧，而这个想法获得大多数狱友的支持，最终确定下来。神眼安排的喜剧只有一个角色，这个角色由他亲自试演，这个决定让天命G感到沮丧，觉得他很虚伪。
几个礼拜后，囚犯们参加布尔主办的表演练习，练习旨在帮助他们挖掘自己的情感。天命G在所有练习中表现出色，展现自己脆弱一面之余，也在鼓励其他人。天眼则十分苦恼，没能与自己情感或表演艺术建立联系。然而，天命G与天眼敞开心扉，互相分享自己过去的经历时，天眼开始放开，更加认真参加这个项目。他逐步提升表演能力，获得天命G和布尔在内的同行尊敬。剧团向监狱行政人员表演戏剧的部分内容，希望得到继续制作的批准。虽然囚犯的表演很混乱、参差不齐，行政们还是批准了这部戏剧，这让大家感到意外。然而没过多久，与天命G十分要好的狱友迈克·迈克因腦動脈瘤去世，天命G伤心欲绝，感觉自己的世界轰然倒塌。
在特赦听证会上，天命G出示证据，证明另一名男子承认犯下让他入狱的罪名，之后发表一段激情洋溢的演讲，介绍戏剧如何让他改过自新。讯问官为他参加这场听证会是不是为了展现自己的表演技能，他被问得措手不及。结果天命G被拒绝保释，天眼反而通过听证会获得保释。带妆彩排的时候，天命G精神崩溃，再也不觉得戏剧计划能让他们发生改变。绝望、梦想破灭之下，他把天眼打了一顿，想就此退出表演，退出计划。
第二天，天命G将自己闭锁起来。天眼主动接近他，两人和好如初。天命G为自己突然打人道歉，天眼保证随时欢迎他归队。最终演出大获成功，天眼不久后获释，重获自由。多年后，天命G通过假释听证，获得释放。天眼亲自欢迎他出狱，重逢的两人感慨万千，对未来充满希望。之后两人驾车离开。影片最后展示戏剧计划的录像，囚犯们在排演戏剧。

## 演员
- 柯爾曼·多明戈 饰 “天命G”约翰·惠特菲尔德（John "Divine G" Whitfield）[9]
- “天眼”克拉伦斯·麦克林（英语：Clarence Maclin） 饰 自己[9]
- 肖恩·圣何塞（Sean San José）饰 迈克·迈克（Mike Mike）[9]
- 保罗·拉西 饰 布伦特·布尔（Brent Buell）[9]

除了麦克林，电影配角由曾经在新新监狱参与艺术助改造项目成员的组成，他们在剧中扮演了自己：
- “达普”大卫·吉拉迪（David "Dap" Giraudy）[9]
- “普雷梅”帕特里克·格里芬（Patrick "Preme" Griffin）[9]
- 摩西·伊格（Mosi Eagle）
- “大E”詹姆斯·威廉斯（James "Big E" Williams）
- “迪诺”肖恩·约翰逊（Sean "Dino" Johnson）[9]
- 达里奥·佩纳（Dario Peña）
- 米格尔·瓦伦丁（Miguel Valentin）
- 乔恩-阿德里安·维拉斯奎兹（英语：Jon-Adrian Velazquez）[9]
- 佩德罗·库托（Pedro Cotto）
- “卡门”卡米洛·洛瓦科（Camillo "Carmine" Lovacco）
- “内特”·康奈尔·阿尔斯通（Cornell "Nate" Alston）

“天命G”约翰·惠特菲尔德本人也在电影中出现，客串让天命G在他书上签名的囚犯。

## 制片

### 开发
2022年，消息指柯爾曼·多明戈、肖恩·圣何塞、保罗·拉西将与克拉伦斯·麦克林等曾经被关押过的演员出演电影，电影灵感出自纽约新新惩教所的艺术助改造计划，剧情由克林特·本特利、格雷格·奎达尔和“天命G”约翰·惠特菲尔德开发，本特利与奎达尔编剧。奎达尔最终出任导演，并与本特利和莫妮克·沃尔顿共同担任制片人。
麦克林最早在新新监狱服刑的时候走上表演道路。麦克林表示，出演这部电影的经历、铁窗生涯，以及戏剧更生项目改变了他的人生轨迹。他自己决定要在片中本色出演：“这是格雷格和克林特给我的建议。他们说，我们可以给你安排一个角色，给这些角色安排假名，或者你用自己的名字，就扮演你自己，所以我就选了自己的名字。我觉得我也是有点高傲了。”
片方同意向剧组人员支付每日同等的薪水，以换取一定比例的所有者權益，具体数额由他们在制片过程中参与的程度来定，这样在确保降低制片预算的同时，提升潜在利潤。结果，在距离原定正式制片时间还有一个月的时候，黑熊影业同意全额资助影片。

### 摄制
电影于2022年7月开拍，拍摄过程为期19天，期间剧组辗转多个废弃监狱。从后勤角度来看，这些监狱环境恶劣，人难以进入，对于这些曾经入狱的演员们来说，即使有辅导员陪同，也很难忍受。据本特利回忆：“都是钢筋水泥，没有空气流通。但是每当狱友们聚在一起拍戏时，他们带来的欢乐远超在那里拍戏的痛苦，走进他们创造的空间，就像走进七彩的《綠野仙蹤》。”
剧组取景的三个监狱包括废弃的下州惩教所、附近的哈德逊运动中心（Hudson Sports Complex），这两个地方分别成为剧中新新监狱的内景和外景。此外还有紐約上州的灯塔高中，片中戏剧就在这个地方上演。电影制片成本在200万美元左右。

### 摄影
摄影帕特·斯科拉采用16毫米胶片进行拍摄。他回忆：“我们在下州惩教所勘景的时候，有一样东西让我印象深刻又压抑，就是窗户的数量和从窗户透进来的自然光。在监狱高墙和铁丝网之外，你可以看到远处的树木和森林。这景象充满悲剧元素，你可以看到外面的世界，但却不能去接触，而那个地方实际上是明亮而温暖的，而不是被荧光灯照得阴暗，阴暗场景确实令人震惊。我们决定用自然光照亮这个空间，用这样一个空间来呈现我们要想讲述的视觉故事。”至于用16毫米胶片拍摄，斯科拉表示：“在这个故事里，人脸就是我们的风景，所以我们经常贴脸拍特写镜头。1.66:1画幅有比较高的性质，我们可以用来打造贴身的人物肖像。制片过程中我么还有了许多25毫米胶片......Ultra 16小巧、简单且快速，通常为T1.3，在16 毫米胶片上具有出色的光学性能。”

### 音乐
电影原声带由布莱斯·戴斯纳作曲，2024年7月12日由米兰唱片发行。阿德里安·奎萨达和亚伯拉罕·亚历山大表演片尾曲《Like A Bird》，该歌曲提名第97屆奧斯卡金像獎最佳原创歌曲奖。
德斯纳详细阐述了他在创作过程中最为考虑的戏剧性因素：“电影本身就有纪录片的性质，角色都真正参与过这个项目，电影里有一部戏剧，有一种创造自由，或者说找寻内心的感觉。这些角色在找寻自己人性的一面，用艺术改造自己，对禁锢他们的高墙外的世界抱有梦想。所以配乐要符合那个空间，要成为那个故事的地平线，或者具备诗意。我对此感同身受。我没有在配乐中制造紧张感，或者戏剧感，或者一些小的冲突。配乐有一些很暗黑的部分，但总体上看，这些音乐像是在电影里面流动的河流。”
| 《监狱剧院：电影原声带》（Sing Sing: Original Soundtrack） | 《监狱剧院：电影原声带》（Sing Sing: Original Soundtrack） | 《监狱剧院：电影原声带》（Sing Sing: Original Soundtrack） |
| 曲序                                                       | 曲目                                                       | 时长                                                       |
| ---------------------------------------------------------- | ---------------------------------------------------------- | ---------------------------------------------------------- |
| 1.                                                         | Lysander                                                   | 1:27                                                       |
| 2.                                                         | Sing Sing                                                  | 2:04                                                       |
| 3.                                                         | Auditions                                                  | 4:43                                                       |
| 4.                                                         | Portal to Portal                                           | 4:16                                                       |
| 5.                                                         | Blades                                                     | 3:06                                                       |
| 6.                                                         | Perfect Place                                              | 2:14                                                       |
| 7.                                                         | Escape                                                     | 2:53                                                       |
| 8.                                                         | Song & Dance                                               | 2:31                                                       |
| 9.                                                         | Miguelito                                                  | 1:16                                                       |
| 10.                                                        | Slow Time                                                  | 2:24                                                       |
| 11.                                                        | Backstage                                                  | 5:14                                                       |
| 12.                                                        | The Void                                                   | 3:31                                                       |
| 13.                                                        | Circles                                                    | 0:35                                                       |
| 14.                                                        | Come Home                                                  | 2:11                                                       |
| 15.                                                        | Homeward                                                   | 1:01                                                       |
| 16.                                                        | Seven Years of Curtain Calls                               | 2:05                                                       |
| 17.                                                        | The Gate                                                   | 1:25                                                       |
| 总时长：                                                   | 总时长：                                                   | 40:56                                                      |

### 营销
2024年8月22日至28日，电影发行方A24在AMC電影院举行免费放映活动，由凡夫俗子、史蒂芬妮·許、萊莎·寇希、娜塔莎·雷昂、贝特·米德勒、布鲁克林篮网、加布里埃尔·尤尼恩主持。《综艺》杂志分析，A24把影片定位为影獎季的主要竞争对手，但宣传活动独一无二地面向观众，而不是在影奖季后期针对奥斯卡投票者举行。

## 发行
电影入选2023年多伦多国际电影节特别展映单元，2023年9月10日在影展上首映。A24在影展期间买下电影发行权。
电影于2024年7月12日在美国有限上映，8月2日公映。然而公映规模不算大，旨在191家影院上映。电影当时也没有上架隨選視訊或流媒体平台。2025年1月17日，片方宣布在500家影院重映电影，赶在1月23日第97屆奧斯卡金像獎提名名单公布前造势。为服刑人员提供教育资料的非营利组织Edovo联合A24和RTA，于2025年1月17日起向成员监狱提供电影的流媒体。2025年1月31日，电影上线隨選視訊平台。

## 反响

### 票房
截至2025年1月23日，电影累计票房350万美元。上映首周末（7月12日至14日），电影在位于洛杉矶和纽约的四家电影院入账137,119美元票房，场均票房34,279美元。IndieWire认为片方不走寻常路，计划在8月份公映，希望公映前建立预期口碑，同时避免在接下来的两周内与票房巨头竞争。上映第四个周末（8月2日至4日），电影再扩大18家影院上映，票房进账164,565美元。电影在191家影院上映，为高峰数字，至第八个周末回落到149家影院。2024年10月，电影从院线下架，共上映了13个礼拜。2025年1月马丁·路德·金纪念日四天联假，电影在560家影院重映，进账289,829美元。

### 专业评价
根据評論匯總网站爛番茄汇总的184篇评论文章，97%的评论家给予该作正面评价，平均打分为8.7分（满分10分）。该网站总结的评论家共识是“《监狱剧院》是一首动人心弦的艺术救赎力量颂歌，从无与伦比的科尔曼·多明戈，以及同样令人印象深刻的群戏演员那里获得了可贵的情感共鸣。” 在Metacritic上，42位影評人共給予了84分的分數（滿分100分），這部電影獲得了「一致好評」。

### 奖项
| 大奖                       | 颁奖日期       | 奖项                                                           | 获得者                                                         | 结果   | 参考   |
| -------------------------- | -------------- | -------------------------------------------------------------- | -------------------------------------------------------------- | ------ | ------ |
| 澳大利亞影視藝術學院獎     | 2025年2月7日   | 最佳男主角                                                     | 柯爾曼·多明戈                                                  | 提名   | [ 40 ] |
| 美国退休人员协会成人电影奖 | 2025年2月25日  | 最佳男主角                                                     | 柯爾曼·多明戈                                                  | 提名   | [ 41 ] |
| 美国退休人员协会成人电影奖 | 2025年2月25日  | 最佳男配角                                                     | 克拉伦斯·麦克林                                                | 提名   | [ 41 ] |
| 美国退休人员协会成人电影奖 | 2025年2月25日  | 最佳整体演出                                                   | 《监狱剧院》                                                   | 獲獎   | [ 41 ] |
| 奥斯卡金像奖               | 2025年3月2日   | 最佳男主角                                                     | 柯爾曼·多明戈                                                  | 待定   | [ 42 ] |
| 奥斯卡金像奖               | 2025年3月2日   | 最佳改編劇本                                                   | 克林特·本特利、格雷格·奎达尔、克拉伦斯·麦克林、约翰·惠特菲尔德 | 待定   | [ 42 ] |
| 奥斯卡金像奖               | 2025年3月2日   | 最佳原创歌曲                                                   | 《Like a Bird》- 亚伯拉罕·亚历山大、阿德里安·奎萨达            | 待定   | [ 42 ] |
| 女性电影记者联盟           | 2025年1月7日   | 最佳影片                                                       | 《监狱剧院》                                                   | 提名   | [ 43 ] |
| 女性电影记者联盟           | 2025年1月7日   | 最佳男主角                                                     | 柯爾曼·多明戈                                                  | 獲獎   | [ 43 ] |
| 女性电影记者联盟           | 2025年1月7日   | 最佳男配角                                                     | 克拉伦斯·麦克林                                                | 提名   | [ 43 ] |
| 女性电影记者联盟           | 2025年1月7日   | 最佳改编剧本                                                   | 约翰·H·理查森、布伦特·布尔、克林特·本特利、格雷格·奎达尔       | 提名   | [ 43 ] |
| Astra电影奖                | 2024年12月8日  | 最佳影片                                                       | 《监狱剧院》                                                   | 提名   | [ 44 ] |
| Astra电影奖                | 2024年12月8日  | 最佳改编剧本                                                   | 克林特·本特利、格雷格·奎达尔                                   | 提名   | [ 44 ] |
| Astra电影奖                | 2024年12月8日  | 最佳男主角                                                     | 柯爾曼·多明戈                                                  | 獲獎   | [ 44 ] |
| Astra电影奖                | 2024年12月8日  | 最佳男配角                                                     | 克拉伦斯·麦克林                                                | 提名   | [ 44 ] |
| 奥斯汀影评人协会           | 2025年1月6日   | 最佳影片                                                       | 《监狱剧院》                                                   | 提名   | [ 45 ] |
| 奥斯汀影评人协会           | 2025年1月6日   | 最佳男主角                                                     | 柯爾曼·多明戈                                                  | 獲獎   | [ 45 ] |
| 奥斯汀影评人协会           | 2025年1月6日   | 最佳男配角                                                     | 克拉伦斯·麦克林                                                | 提名   | [ 45 ] |
| 奥斯汀影评人协会           | 2025年1月6日   | 最佳改编剧本                                                   | 克林特·本特利、格雷格·奎达尔                                   | 獲獎   | [ 45 ] |
| 奥斯汀影评人协会           | 2025年1月6日   | 最佳整体演出                                                   | 《监狱剧院》                                                   | 獲獎   | [ 45 ] |
| 奥斯汀影评人协会           | 2025年1月6日   | 2024年最佳奥斯汀电影                                           | 《监狱剧院》                                                   | 獲獎   | [ 45 ] |
| 黑胶卷奖                   | 2025年2月10日  | 最佳影片                                                       | 《监狱剧院》                                                   | 提名   | [ 46 ] |
| 黑胶卷奖                   | 2025年2月10日  | 最佳主角演出                                                   | 柯爾曼·多明戈                                                  | 提名   | [ 46 ] |
| 黑胶卷奖                   | 2025年2月10日  | 最佳配角演出                                                   | 克拉伦斯·麦克林                                                | 提名   | [ 46 ] |
| 黑胶卷奖                   | 2025年2月10日  | 最具突破性表演                                                 | 克拉伦斯·麦克林                                                | 獲獎   | [ 46 ] |
| 黑胶卷奖                   | 2025年2月10日  | 最佳整体演出                                                   | 格雷格·奎达尔                                                  | 提名   | [ 46 ] |
| 黑胶卷奖                   | 2025年2月10日  | 最佳原创歌曲                                                   | 《Like a Bird》- 亚伯拉罕·亚历山大、阿德里安·奎萨达            | 提名   | [ 46 ] |
| 波士頓影評人協會           | 2024年12月8日  | 最佳群戏                                                       | 《监狱剧院》                                                   | 獲獎   | [ 47 ] |
| 英国电影学院奖             | 2025年2月16日  | 最佳男主角                                                     | 柯爾曼·多明戈                                                  | 提名   | [ 48 ] |
| 英国电影学院奖             | 2025年2月16日  | 最佳男配角                                                     | 克拉伦斯·麦克林                                                | 提名   | [ 48 ] |
| 英国电影学院奖             | 2025年2月16日  | 最佳改编剧本                                                   | 克林特·本特利、格雷格·奎达尔、克拉伦斯·麦克林、约翰·惠特菲尔德 | 提名   | [ 48 ] |
| 芝加哥影评人协会           | 2024年12月12日 | 最佳男主角                                                     | 柯爾曼·多明戈                                                  | 提名   | [ 49 ] |
| 芝加哥影评人协会           | 2024年12月12日 | 最佳男配角                                                     | 克拉伦斯·麦克林                                                | 提名   | [ 49 ] |
| 芝加哥影评人协会           | 2024年12月12日 | 最有前途演员                                                   | 克拉伦斯·麦克林                                                | 獲獎   | [ 49 ] |
| 芝加哥影评人协会           | 2024年12月12日 | 最佳改编剧本                                                   | 克林特·本特利、格雷格·奎达尔、克拉伦斯·麦克林、约翰·惠特菲尔德 | 提名   | [ 49 ] |
| 芝加哥影评人协会           | 2024年12月12日 | 米洛斯·斯特里克（Milos Stehlik）最具突破电影制作人奖           | 格雷格·奎达尔                                                  | 提名   | [ 49 ] |
| 电影眼荣誉奖               | 2025年1月9日   | 非正统奖                                                       | 《监狱剧院》                                                   | 提名   | [ 50 ] |
| 评论家选择电影奖           | 2025年1月12日  | 最佳電影                                                       | 《监狱剧院》                                                   | 提名   | [ 51 ] |
| 评论家选择电影奖           | 2025年1月12日  | 最佳男主角                                                     | 柯爾曼·多明戈                                                  | 提名   | [ 51 ] |
| 评论家选择电影奖           | 2025年1月12日  | 最佳男配角                                                     | 克拉伦斯·麦克林                                                | 提名   | [ 51 ] |
| 评论家选择电影奖           | 2025年1月12日  | 最佳整體演出                                                   | 《监狱剧院》                                                   | 提名   | [ 51 ] |
| 评论家选择电影奖           | 2025年1月12日  | 最佳改编剧本                                                   | 克林特·本特利、格雷格·奎达尔                                   | 提名   | [ 51 ] |
| 达拉斯—沃斯堡影评人协会    | 2024年12月18日 | 最佳影片                                                       | 《监狱剧院》                                                   | 第10名 | [ 52 ] |
| 达拉斯—沃斯堡影评人协会    | 2024年12月18日 | 最佳男主角                                                     | 柯爾曼·多明戈                                                  | 第4名  | [ 52 ] |
| 达拉斯—沃斯堡影评人协会    | 2024年12月18日 | 最佳男配角                                                     | 克拉伦斯·麦克林                                                | 第5名  | [ 52 ] |
| 多维尔美国电影节           | 2024年9月15日  | 特别大奖                                                       | 《监狱剧院》                                                   | 提名   | [ 53 ] |
| 金球獎                     | 2025年1月5日   | 剧情类电影最佳男主角                                           | 柯爾曼·多明戈                                                  | 提名   | [ 54 ] |
| 金预告片奖                 | 2024年5月30日  | 最佳独立电影预告片                                             | Reality Trailer、A24、Mark Woollen & Associates                | 提名   | [ 55 ] |
| 哥谭奖                     | 2024年12月2日  | 最佳主角演出                                                   | 柯爾曼·多明戈                                                  | 獲獎   | [ 56 ] |
| 哥谭奖                     | 2024年12月2日  | 最佳配角演出                                                   | 克拉伦斯·麦克林                                                | 獲獎   | [ 56 ] |
| 哥谭奖                     | 2024年12月2日  | 社会正义致敬奖                                                 | 《监狱剧院》剧组                                               | 獲獎   | [ 57 ] |
| 大纽约西部电影评论家协会   | 2025年1月4日   | 最佳男主角                                                     | 柯爾曼·多明戈                                                  | 獲獎   | [ 58 ] |
| 最佳改编剧本               | 2025年1月4日   | 克林特·本特利、格雷格·奎达尔、克拉伦斯·麦克林、约翰·惠特菲尔德 | 獲獎                                                           |        | [ 58 ] |
| 最具突破性表演             | 2025年1月4日   | 克拉伦斯·麦克林                                                | 獲獎                                                           |        | [ 58 ] |
| 最佳男配角                 | 2025年1月4日   | 克拉伦斯·麦克林                                                | 提名                                                           |        | [ 58 ] |
| 汉普顿国际电影节           | 2024年10月14日 | 克拉伦斯·麦克林                                                | 最具突破演员奖                                                 | 獲獎   | [ 59 ] |
| 獨立精神獎                 | 2025年2月22日  | 最佳影片                                                       | 克林特·本特利、格雷格·奎达尔、莫妮克·沃尔顿                    | 提名   | [ 60 ] |
| 獨立精神獎                 | 2025年2月22日  | 最佳主角演出                                                   | 柯爾曼·多明戈                                                  | 提名   | [ 60 ] |
| 獨立精神獎                 | 2025年2月22日  | 最佳配角演出                                                   | 克拉伦斯·麦克林                                                | 待定   | [ 60 ] |
| 洛杉磯影評人協會           | 2024年12月8日  | 最佳配角表演                                                   | 克拉伦斯·麦克林                                                | 亚军   | [ 61 ] |
| 邁阿密國際電影節           | 2024年4月14日  | 影响力奖                                                       | 格雷格·奎达尔                                                  | 獲獎   | [ 62 ] |
| 米德尔堡电影节             | 2024年10月20日 | 影响力奖                                                       | 科尔曼·多明戈、克拉伦斯·麦克林                                 | 獲獎   | [ 63 ] |
| 有色人种进步协会形象奖     | 2025年2月22日  | 最佳独立电影                                                   | 《监狱剧院》                                                   | 待定   | [ 64 ] |
| 有色人种进步协会形象奖     | 2025年2月22日  | 最佳电影男主角                                                 | 科尔曼·多明戈                                                  | 待定   | [ 64 ] |
| 有色人种进步协会形象奖     | 2025年2月22日  | 最佳电影突破表演                                               | 克拉伦斯·麦克林                                                | 待定   | [ 64 ] |
| 國家評論協會               | 2024年12月4日  | 年度10大电影                                                   | 《监狱剧院》                                                   | 獲獎   | [ 65 ] |
| 國家評論協會               | 2024年12月4日  | 最佳改编剧本                                                   | 克林特·本特利、格雷格·奎达尔                                   | 獲獎   | [ 65 ] |
| 纽约在线影评人协会         | 2024年12月16日 | 最佳影片                                                       | 《监狱剧院》                                                   | 提名   | [ 66 ] |
| 纽约在线影评人协会         | 2024年12月16日 | 最佳男主角                                                     | 科尔曼·多明戈                                                  | 提名   | [ 66 ] |
| 纽约在线影评人协会         | 2024年12月16日 | 最佳男配角                                                     | 克拉伦斯·麦克林                                                | 亚军   | [ 66 ] |
| 纽约在线影评人协会         | 2024年12月16日 | 最具突破演员                                                   | 克拉伦斯·麦克林                                                | 亚军   | [ 66 ] |
| 纽约在线影评人协会         | 2024年12月16日 | 最佳整体演出                                                   | 《监狱剧院》                                                   | 亚军   | [ 66 ] |
| 棕榈泉国际电影节           | 2025年1月3日   | 聚光灯奖                                                       | 科尔曼·多明戈                                                  | 獲獎   | [ 67 ] |
| 聖地牙哥影評人協會         | 2024年12月9日  | 最佳影片                                                       | 《监狱剧院》                                                   | 獲獎   | [ 68 ] |
| 聖地牙哥影評人協會         | 2024年12月9日  | 最佳导演                                                       | 格雷格·奎达尔                                                  | 提名   | [ 68 ] |
| 聖地牙哥影評人協會         | 2024年12月9日  | 最佳男主角                                                     | 科尔曼·多明戈                                                  | 獲獎   | [ 68 ] |
| 聖地牙哥影評人協會         | 2024年12月9日  | 最佳男配角                                                     | 克拉伦斯·麦克林                                                | 提名   | [ 68 ] |
| 聖地牙哥影評人協會         | 2024年12月9日  | 最佳改编剧本                                                   | 克林特·本特利、格雷格·奎达尔                                   | 獲獎   | [ 68 ] |
| 聖地牙哥影評人協會         | 2024年12月9日  | 最佳摄影                                                       | 帕特·斯科拉                                                    | 提名   | [ 68 ] |
| 聖地牙哥影評人協會         | 2024年12月9日  | 最佳整体演出                                                   | 《监狱剧院》                                                   | 提名   | [ 68 ] |
| 聖地牙哥影評人協會         | 2024年12月9日  | 最佳特技编排                                                   | 《监狱剧院》                                                   | 提名   | [ 68 ] |
| 舊金山灣區影評人協會       | 2024年12月15日 | 最佳影片                                                       | 《监狱剧院》                                                   | 提名   | [ 69 ] |
| 舊金山灣區影評人協會       | 2024年12月15日 | 最佳男主角                                                     | 科尔曼·多明戈                                                  | 獲獎   | [ 69 ] |
| 舊金山灣區影評人協會       | 2024年12月15日 | 最佳男配角                                                     | 克拉伦斯·麦克林                                                | 提名   | [ 69 ] |
| 舊金山灣區影評人協會       | 2024年12月15日 | 最佳改编剧本                                                   | 克林特·本特利、格雷格·奎达尔、克拉伦斯·麦克林、约翰·惠特菲尔德 | 獲獎   | [ 69 ] |
| 圣芭芭拉国际电影节         | 2025年2月9日   | 表演家奖                                                       | 克拉伦斯·麦克林                                                | 獲獎   | [ 70 ] |
| 卫星奖                     | 2025年1月26日  | 最佳剧情片                                                     | 《监狱剧院》                                                   | 提名   | [ 71 ] |
| 卫星奖                     | 2025年1月26日  | 最佳导演                                                       | 格雷格·奎达尔                                                  | 提名   | [ 71 ] |
| 卫星奖                     | 2025年1月26日  | 剧情片最佳男主角                                               | 科尔曼·多明戈                                                  | 獲獎   | [ 71 ] |
| 卫星奖                     | 2025年1月26日  | 最佳男配角                                                     | 克拉伦斯·麦克林                                                | 提名   | [ 71 ] |
| 卫星奖                     | 2025年1月26日  | 最佳改编剧本                                                   | 克林特·本特利、格雷格·奎达尔、克拉伦斯·麦克林、约翰·惠特菲尔德 | 提名   | [ 71 ] |
| 薩凡納藝術設計學院电影节   | 2024年11月2日  | 聚光灯奖                                                       | 科尔曼·多明戈                                                  | 獲獎   | [ 72 ] |
| 美國演員工會獎             | 2025年2月23日  | 最佳男主角                                                     | 科尔曼·多明戈                                                  | 待定   | [ 73 ] |
| 西雅图影评人协会           | 2024年12月16日 | 最佳影片                                                       | 《监狱剧院》                                                   | 提名   | [ 74 ] |
| 西雅图影评人协会           | 2024年12月16日 | 最佳男主角                                                     | 柯爾曼·多明戈                                                  | 獲獎   | [ 74 ] |
| 西雅图影评人协会           | 2024年12月16日 | 最佳男配角                                                     | 克拉伦斯·麦克林                                                | 獲獎   | [ 74 ] |
| 西雅图影评人协会           | 2024年12月16日 | 整体演出                                                       | 格雷格·奎达尔                                                  | 提名   | [ 74 ] |
| 西雅图国际电影节           | 2024年5月27日  | 最佳影片金太空针奖                                             | 《监狱剧院》                                                   | 獲獎   | [ 75 ] |
| 西南偏南                   | 2024年3月16日  | 观众票选最受欢迎电影奖                                         | 《监狱剧院》                                                   | 獲獎   | [ 76 ] |
| 圣路易斯影评人协会         | 2024年12月15日 | 最佳影片                                                       | 《监狱剧院》                                                   | 提名   | [ 77 ] |
| 圣路易斯影评人协会         | 2024年12月15日 | 最佳男主角                                                     | 科尔曼·多明戈                                                  | 獲獎   | [ 77 ] |
| 圣路易斯影评人协会         | 2024年12月15日 | 最佳男配角                                                     | 克拉伦斯·麦克林                                                | 提名   | [ 77 ] |
| 圣路易斯影评人协会         | 2024年12月15日 | 最佳改编剧本                                                   | 格雷格·奎达尔、克林特·本特利                                   | 提名   | [ 77 ] |
| 圣路易斯影评人协会         | 2024年12月15日 | 最佳整体演出                                                   | 《监狱剧院》                                                   | 提名   | [ 77 ] |
| 多伦多影评人协会           | 2024年12月15日 | 最佳主角演出                                                   | 科尔曼·多明戈                                                  | 亚军   | [ 78 ] |
| 多伦多影评人协会           | 2024年12月15日 | 最佳配角演出                                                   | 克拉伦斯·麦克林                                                | 亚军   | [ 78 ] |
| 多伦多影评人协会           | 2024年12月15日 | 最具突破性表演                                                 | 克拉伦斯·麦克林                                                | 獲獎   | [ 78 ] |
| 华盛顿特区影评人协会       | 2024年12月8日  | 最佳影片                                                       | 《监狱剧院》                                                   | 提名   | [ 79 ] |
| 华盛顿特区影评人协会       | 2024年12月8日  | 最佳男主角                                                     | 科尔曼·多明戈                                                  | 獲獎   | [ 79 ] |
| 华盛顿特区影评人协会       | 2024年12月8日  | 最佳男配角                                                     | 克拉伦斯·麦克林                                                | 提名   | [ 79 ] |
| 华盛顿特区影评人协会       | 2024年12月8日  | 最佳改编剧本                                                   | 克林特·本特利、格雷格·奎达尔                                   | 提名   | [ 79 ] |
| 华盛顿特区影评人协会       | 2024年12月8日  | 最佳群戏                                                       | 《监狱剧院》                                                   | 提名   | [ 79 ] |